# Gare de Saint-Yan
La gare de Saint-Yan, est une gare ferroviaire, fermée et désaffectée, de la ligne du Coteau à Montchanin. Elle est située Jules Ferry, sur le territoire de la commune de Saint-Yan, dans le département de Saône-et-Loire en France.

## Situation ferroviaire
Établie à 241 mètres d'altitude, la gare de Saint-Yan est située au point kilométrique (pk) 50,349 de la ligne du Coteau à Montchanin, entre les gares de Montceaux - Vindecy et de Paray-le-Monial.

## Histoire
La gare de Saint-Yan est mise en service le 1er juin 1882 par la Compagnie des chemins de fer de Paris à Lyon et à la Méditerranée (PLM), lorsqu'elle ouvre à l'exploitation la section, à voie unique, du Coteau à Paray-le-Monial.
En 1892, une boite à lettres mobile est installée dans la station. Le 7 novembre 1897, le conseil municipal émet un vœu pour l'établissement, en gare, d'un couloir pour l'embarquement des bestiaux et propose de payer le coût évalué à 300 francs. L'autorisation de l'installation est acceptée le 15 juin 1898.
En 1911, la gare figure dans la Nomenclature des gares stations et haltes du PLM. C'est une gare de la 4e section de la ligne PLM de Roanne à Montchanin, située entre la gare de Montceaux - Vindecy et la gare de Paray-le-Monial. Elle peut recevoir des dépêches privées, elle est : « ouverte au service complet de la grande vitesse, à l'exclusion des chevaux chargés dans des wagons écuries s'ouvrant en bout et des voitures à 4 roues, à deux fonds et à deux banquettes dans l'intérieur, omnibus, diligence, etc. » ; et « ouverte au service complet de la petite vitesse, à l'exclusion des Chevaux chargés... ».
La gare est fermée au service des voyageurs, comme la section de ligne du Coteau à Paray-le-Monial le 20 mai 1940. La fermeture aux marchandises a lieu le 24 mai 1990 d'Iguerande à Paray-le-Monial.

## Patrimoine ferroviaire
Le bâtiment voyageurs de la gare et l'ancienne halle à marchandises ont été réaffectés en résidences privées ils sont situés sur le bord de la voie verte de la Veloire qui a été aménagé sur le parcours de l'ancienne ligne ferroviaire.